# Sinimäe
Sinimäe est un petit bourg de la commune de Vaivara du comté de Viru-Est en Estonie .
Au 1er janvier 2020, il compte 450 habitants.